# オールド・ガード
『オールド・ガード』（原題：The Old Guard）は、Netflixで2020年7月10日に全世界独占配信されたオリジナル映画作品。原作を『スーパーマン』『ワンダーウーマン』『ウルヴァリン 』などのアメリカンコミックライター、小説家として活動するグレッグ・ルッカ、作画をレアンドロ・フェルナンデスが担当した同名人気グラフィックノベルを映画化したもの。キャッチコピーは『彼らの戦いに終わりはない』。

監督を務めるのは、『ワン・オン・ワン ファイナル・ゲーム』（2000年）『リリィ、はちみつ色の秘密』（2008年）などの女性監督ジーナ・プリンス＝バイスウッド。なお原作者であるグレッグ・ ルッカが脚本・製作総指揮を兼任している。

## あらすじ
アンドロマケ（アンディ）、ブッカー、ジョー、ニッキーは不死身の戦士で、その膨大な経験を生かして人々を助けるために何世紀も活躍している。元CIA工作員コプリーは、南スーダンで誘拐された子供等を救出すると偽り、彼らを雇う。しかし作戦中、彼らは兵士の分隊に待ち伏せされてしまう。兵士を殺した彼らは、不死身の姿を映像に収めるためにコプリーにハメられたのだと気づく。
一方、アフガニスタンでは、米海兵隊員ナイル・フリーマンは、標的を倒した際に喉を切られ死亡したが、蘇生し傷一つなく回復する。その直後、彼女と他の不死身の人間たちは同じ不穏な夢を見て、アンディたちは新たな不死身の人間の存在を知る。アンディは軍人が実験のためにナイルを拉致する前に救出する。
コプリーは製薬会社のCEOスティーブン・メリックにアンディたちの映像を見せ、彼らを捕らえて能力の秘密を知るために工作員を送り込む。アンディはナイルをフランスに連れて行き、そこでナイルはチームの残りのメンバーと出会う。グループは彼らが本当に不死身ではないことをナイルに明らかにする。治癒能力は、かつてのメンバーに起こったように突然失われてしまう。また、彼女はアンディの仲間であったクインについて聞かされる。クインは何世紀も前に神父に捕らえられ、鉄の処女に閉じ込められたまま海に投げ込まれ、それ以来500年以上もの間、絶えず溺れ続けている。
重傷を負ったブッカーがアンディのための囮として残され、ジョーとニッキーは捕らえらてしまう。アンディは残りの兵士たちを一人で殺したが、戦いで負った怪我が治らず、不死を失ったことに気づく。ブッカーはコプリーの居場所を突き止めるが、ナイルは自分が家族より長生きする運命を受け入れることができず、アンディ達と共に戦うことを拒否し別れる。
アンディとブッカーはコプリーに出会うが、ブッカーは彼らの不死を終わらせる方法を見つけさせるために裏切り、アンディの腹部を撃つ。しかし、その傷が治癒していないことに気づく。コプリーはメリックが研究のために無期限に不死身を拷問して喜んでいることを知る。ナイルは、ブッカーの裏切りに気づき、アンディ達を救うため現場に残っていたコプリーを説得する。
ナイルはロンドンにあるメリックのオフィスに案内される。捕まっていたメンバーを解放した後、警備員と戦闘をし、ついにはメリックを殺す。
裏切りの罰として、100年間ブッカーに他のメンバーとの接触を禁止する。残りのメンバーには、彼らの過去の行いが後に世界を救っていたことをコプリーによって明かされる。自分たちの使命への確信を増した一行は、コプリーに自分たちの存在を秘密にしておくことを命令する。
半年後のパリで、酔っ払ったブッカーはアパートでクインと出会い、愕然とする。

## キャスト
※括弧内は日本語吹替。
- アンディ / アンドロマケ・オブ・スキタイ - シャーリーズ・セロン（本田貴子）
- ナイル・フリーマン - キキ・レイン（澁谷梓希）
- ブッカー / セバスチャン・ル・リブレ - マティアス・スーナールツ（神尾佑）
- ジョー / ユスフ・アル ＝ ケイサニ - マーワン・ケンザリ（玉木雅士）
- ニッキー / ニコロ・ディ・ジェノヴァ - ルカ・マリネッリ（福田賢二）
- コプリー - キウェテル・イジョフォー（竹田雅則）
- メリック - ハリー・メリング（西健亮）
- クイン - ベロニカ・グゥ（田中理恵）

## 製作
2017年3月、スカイダンス・メディアがグラフィックノベル『The Old Guard』の映画化権を購入した。2018年7月25日、ジーナ・プリンス=バイスウッドが本作の監督に起用されたとの報道があった。2019年2月21日、シャーリーズ・セロンとキキ・レインの起用が発表されると共に、Netflixが本作の配信権を獲得したと報じられた。5月、マーワン・ケンザリ、マティアス・スーナールツ、ルカ・マリネッリの出演が決まった。6月、キウェテル・イジョフォー、ハリー・メリング、ベロニカ・グゥがキャスト入りした。

### 撮影・音楽
2019年5月中旬、本作の主要撮影が始まった。ロケはイギリス、モナコ、パリで行われた。7月3日、ハウシュカとダスティン・オハロランが本作で使用される楽曲を手掛けるとの報道があった。2020年7月10日、レイクショア・レコーズが本作のサウンドトラックを発売した。

## マーケティング
2020年5月7日、本作の劇中写真が初めて公開された。21日、本作のオフィシャル・トレイラーが公開された。7月10日、キャスト陣が戦闘シーンのためのトレーニングに励む様子を収めた動画が公開された。

## 評価
本作は批評家から好意的に評価されている。映画批評集積サイトのRotten Tomatoesには133件のレビューがあり、批評家支持率は79%、平均点は10点満点で6.48点となっている。サイト側による批評家の見解の要約は「『オールド・ガード』は時折ヒーロー映画というジャンルの慣習に制約されているが、ジーナ・プリンス=バイスウッド監督は洗練されたヴィジョンとシャーリーズ・セロンによる鮮烈なアクションシーンを同ジャンルにもたらした。」となっている。また、Metacriticには45件のレビューがあり、加重平均値は70/100となっている。

## 続編
2021年1月27日にNetflixが続編制作の許可を出したことが報じられ 、同年6月30日にはセロンより脚本の完成と2022年第一四半期の撮影開始予定が明かされた。同年8月26日、続編の監督がジーナ・プリンス＝バイスウッドに代わりヴィクトリア・マホーニーになることを発表。セロン、レイン、スーナールツ、ケンザリ、マリネッリ、イジョフォーは続投する。主要撮影は2022年7月から9月にかけて行われた。ポストプロダクションは、Netflixの体制変更により開始から5週間で一時停止したが、最終的には再開した。
2025年7月2日、『オールド・ガード2』として配信開始。
2023年にはプロデューサーのマーク・エヴァンスによって三部作構想である旨が語られている。